# Almirante Tamandaré (cruzador)
Almirante Tamandaré foi um cruzador protegido operado pela Marinha do Brasil de 1897 a 1915. A construção do cruzador foi fruto do esforço do Brasil em desenvolver um navio de aço de grande porte, mas o país não tinha experiência com esse tipo de navio, e esse projeto resultou em uma embarcação de pouca confiabilidade. Media 95,92 metros de comprimento máximo, 14,43 metros de boca extrema, 7,06 metros de pontal, 6,02 metros de calado máximo, e 4 537 toneladas de deslocamento, o que fez tornar-se o maior navio de guerra já construído no Brasil até hoje. A bateria principal constituía-se de dez canhões de 152 milímetros. A propulsão era por mastros e máquinas a vapor. Após a construção, em 1890, permaneceu fundeado no Rio de Janeiro por problemas de navegabilidade. Antes mesmo de ser comissionado, foi tomado por rebeldes durante a Revolta da Armada (1893-1894), e utilizado contra o governo federal.
Os problemas de navegabilidade o impediram de realizar comissões, se resumindo à duas ou três em toda a sua carreira. A provável primeira viagem teria sido para Santa Catarina, ainda sob controle dos rebeldes. A segunda foi em 1908, quando viajou para a Bahia. Nessa viagem, a tripulação não conseguiu controlar a embarcação, ficando esta à deriva e, posteriormente, encalhando próximo ao Morro de São Paulo. Foi só depois de ser socorrida por cruzadores que a embarcação pode retornar ao Rio de Janeiro. Após essa viagem, ficou permanentemente fundeado ao Porto do Rio de Janeiro, servindo de escola naval para guardas-marinha e grumetes até 1914. A marinha registrou sua baixa em 27 de dezembro de 1915, sendo enviado para desmanche em 1920.

## Construção

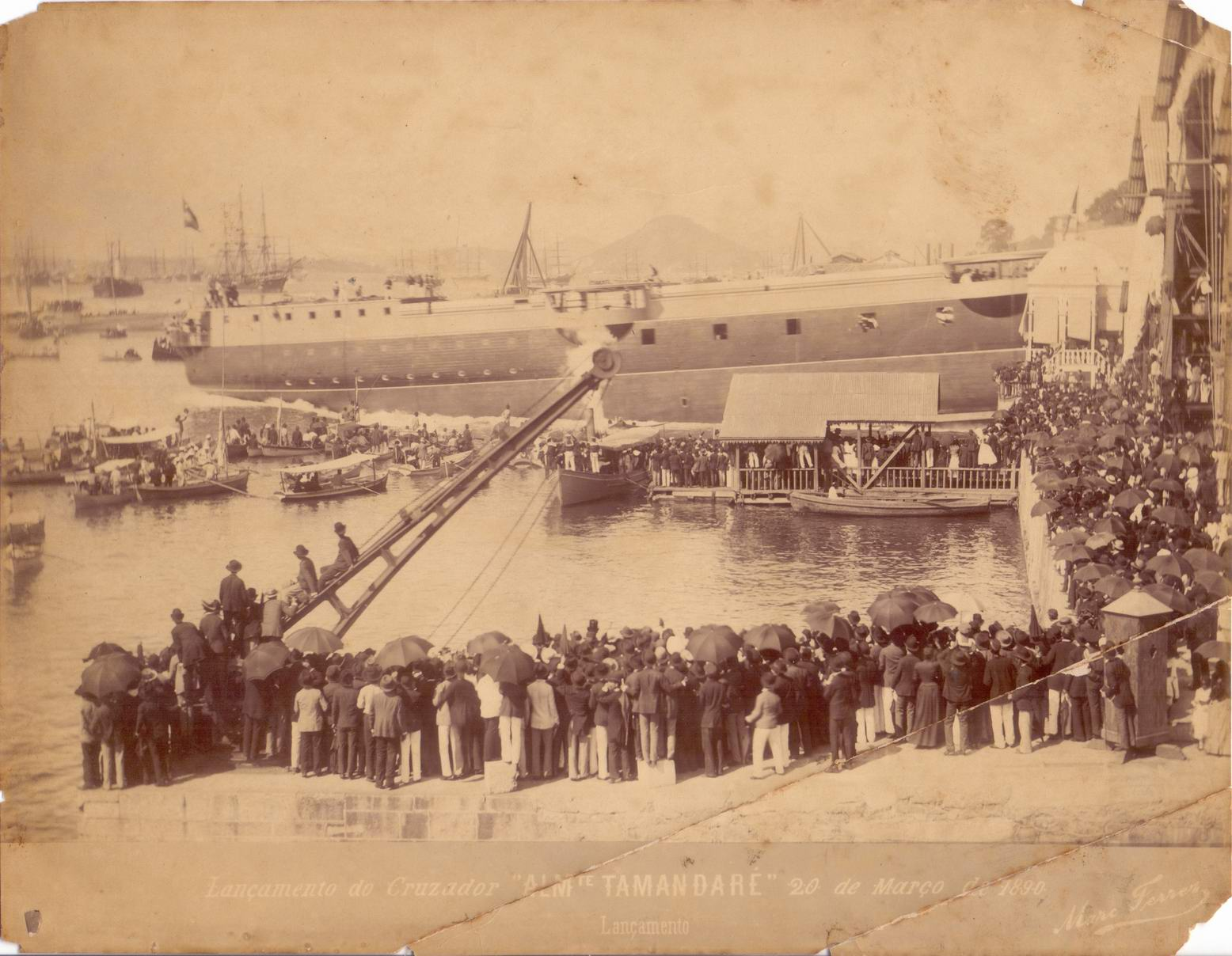
Lançamento do Almirante Tamandaré em 20 de março de 1890

O cruzador protegido Almirante Tamandaré foi construído no estaleiro N.°1 do Arsenal de Marinha do Rio de Janeiro, ainda no período imperial do Brasil. Seguiu o projeto do Engenheiro Naval João Cândido Brazil por determinação do Ministro da Marinha, Senador João Florentino Meira de Vasconcelos em 1883, a um custo de 3.700:000$000. O projeto iria conceber um navio de grande capacidade ofensiva e defensiva.
A construção foi iniciada em 1884 e esteve sob supervisão de Arthur Silveira de Motta, Barão de Jaceguai e, depois, Francisco Pereira Pinto, Barão de Ivinheima, quando foi finalizado. O nome Almirante Tamandaré, segunda embarcação a ostentá-lo, é uma homenagem ao Almirante Joaquim Marques Lisboa, Marquês de Tamandaré, patrono da Marinha do Brasil. A quilha foi batida ainda em 1884 e o lançamento ao mar ocorreu em 20 de março de 1890. Ainda durante a fase de construção, o Almirante Tamandaré solicitou ao Ministro da Marinha Eduardo Wandenkolk que a embarcação fosse batizada de Almirante Cochrane, em homenagem a Thomas Cochrane, oficial britânico e comandante de fragatas que lutou ao lado do Brasil na Guerra de Independência, entretanto a solicitação não foi atendida. O cruzador foi o maior navio de guerra construído até hoje no Brasil, com mais de 4 500 toneladas de deslocamento.

## Características

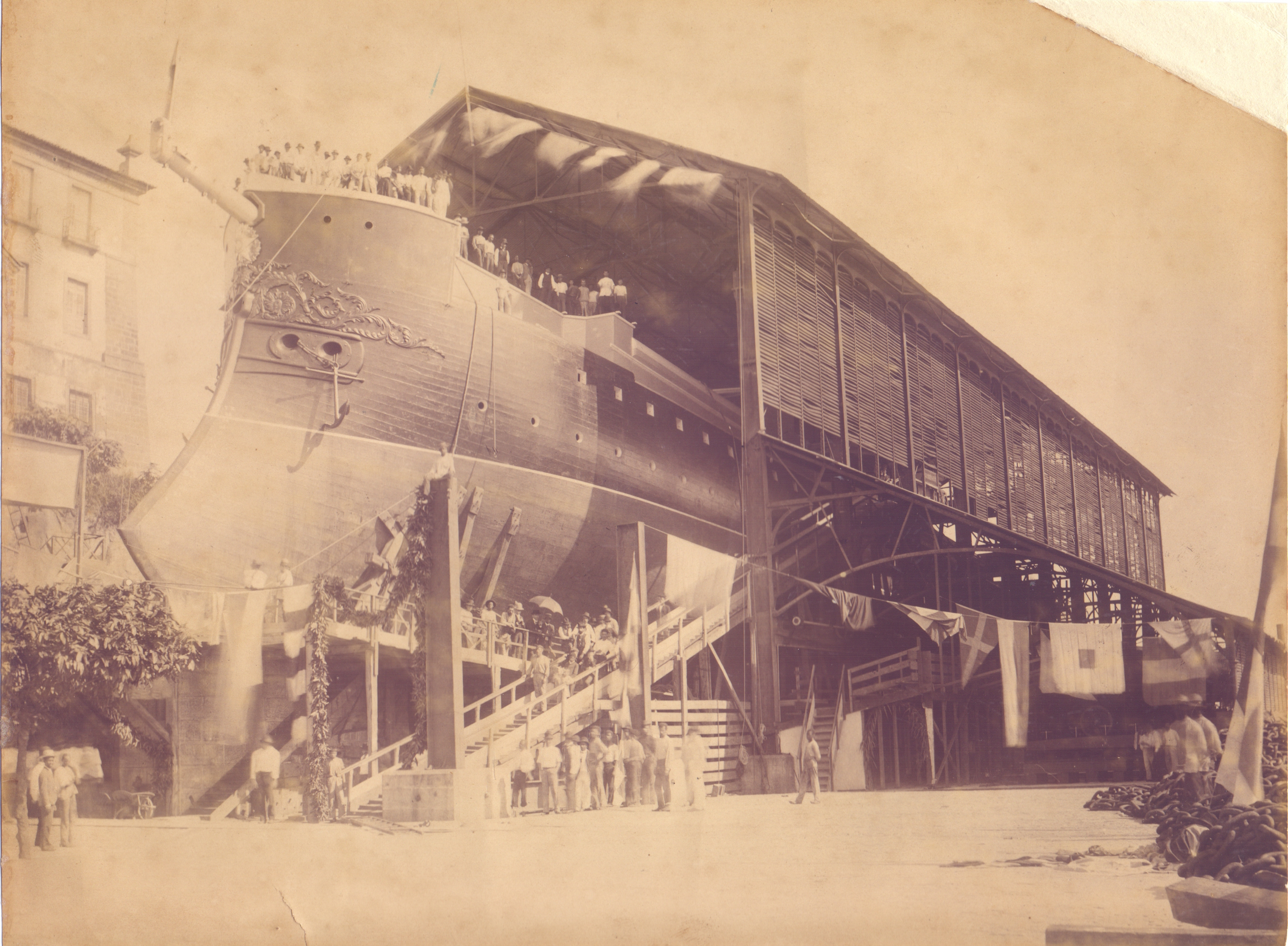
Almirante Tamandaré em construção

O Almirante Tamandaré possuía as seguintes características: construção em aço, fundo duplo com 119 estanques forrado com 175 milímetros de madeira de peroba. Esse revestimento tinha como característica a adaptação feita junto ao costado por meio de cavilhas de ferro galvanizado. O navio media 95,92 metros de comprimento máximo, 86,67 metros de comprimento entre perpendiculares, 14,43 metros de boca extrema, 14,03 metros de boca moldada, 7,06 metros de pontal, 6,02 metros de calado máximo, e 4 537 toneladas de deslocamento. O meio ofensivo consistia em dez canhões Armstrong de tiro rápido de 152 milímetros, dois canhões de 120 milímetros; dez canhões Nordenfelt de 47 milímetros; oito metralhadoras; e oito tubos lança-torpedos. Em 1897, os canhões de 157 milímetros foram retubulados.
O sistema de propulsão do cruzador era misto. Originalmente, o navio era equipado com três mastros em galera, com a superfície da vela no convés de 1 612 metros quadrados. Dispunha de duas maquinas a vapor alternativos, construídas em Londres nas oficinas de Maudslay Sons & Field. Tinha sete caldeiras e 28 fornalhas. Todo esse aparato fazia desenvolver 6 500 cavalos-força de potência a até 7 500 cavalos-força quando forçada as máquinas, levando o cruzador à velocidade de 17 nós (31,48 quilômetros por hora). O navio tinha pequenas embarcações auxiliares acopladas ao casco: duas lanchas a vapor, uma lancha a remo, um escaler salva-vidas, e mais cinco outros escaleres e duas baleeiras.

## Serviço
Antes de sua incorporação na armada brasileira, o Almirante Tamandaré permaneceu muitos anos ancorado no porto do Rio de Janeiro devido a um problema de navegabilidade nunca solucionado. Por isso, quando da Revolta da Armada (1893-1894), o navio foi utilizado pelos rebeldes antes mesmo de ser comissionado oficialmente. O primeiro comandante do cruzador foi o Capitão de Mar e Guerra, Frederico Guilherme Lorena, um dos líderes da revolta. É provável que a embarcação estivesse na frota que rumou para o sul do país, em Desterro (Florianópolis), liderados por Custódio de Melo, para tentar angariar apoio dos federalistas, porém sem sucesso. Durante os combates na Baía de Guanabara contra os florianistas, a artilharia do cruzador se mostrou eficiente, conforme relato da tripulação. Após o fim da revolta, o navio permaneceu no Rio de Janeiro até ser comissionado em 27 de novembro de 1897.

Após a incorporação, o navio teve de passar por reparos ainda em 1897. Sua armação em galera foi substituída por dois mastros militares. O castelo recebeu novo ventilador metálico e foram retirados os canhões rápidos. Apesar das reformas, muitas deficiências ainda permaneceram, obrigando o navio a ficar permanentemente fundeado no Rio de Janeiro. Entre os anos 1901 e 1902, o Almirante Tamandaré serviu como quartel para guarda-marinhas, e de 1906 a 1914, como sede das Escolas Profissionais e da Escola de Grumetes; nessa época o navio foi chamado de cruzador-escola.

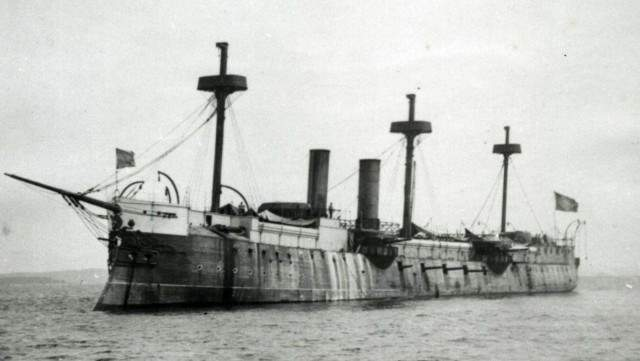
Cruzador protegido Almirante Tamandaré

Devido aos seus problemas de construção, a embarcação era muito pouco confiável e por isso fez poucas viagens. Apesar do esforço em construir um grande navio de aço por seus próprios meios, o país não tinha qualquer experiência nessa área, resultando na construção de um navio de guerra de baixa qualidade. Em agosto de 1908, o cruzador viajou para Bahia, passando em Vitória, entre os dias 20 e 24. Quando se aproximou do Morro de São Paulo, no estado da Bahia, a tripulação não conseguiu mais controlar a embarcação, e esta ficou à deriva. O navio auxiliar Andrada tentou rebocá-lo, mas o cruzador acabou por encalhar nessa mesma região. Posteriormente foi socorrido pelos cruzadores República e Tiradentes e um rebocador. Retornou ao Rio de Janeiro e permaneceu como sede de escolas navais, na Baía de Guanabara, até 1914. No ano seguinte, em 27 de dezembro, foi dada a baixa do serviço ativo. O cruzador foi desmanchado em 1920. Por causa de suas deficiências, nunca realizou mais que duas ou três comissões (viagens) em toda a sua carreira.